# Grand-duc tacheté
Ketupa leucosticta
Espèce
Synonymes
- Bubo leucostictus

Statut de conservation UICN

 LC  : Préoccupation mineure
Statut CITES
Le Grand-duc tacheté (Ketupa leucosticta, anciennement Bubo leucostictus) est une espèce d'oiseaux de la famille des Strigidae.

## Répartition

Répartition du grand-duc tacheté.

Cette espèce vit en Afrique équatoriale.